# Ginny Brown-Waite
Virginia Brown-Waite, detta Ginny (Albany, 5 ottobre 1943), è una politica statunitense, membro della Camera dei Rappresentanti per lo stato della Florida dal 2003 al 2011.

## Biografia
Nata ad Albany, nello stato di New York, la Brown si laureò in amministrazione pubblica negli anni settanta, per poi trasferirsi in Florida qualche tempo dopo.
Dopo essere stata commissario della Contea di Hernando, la Brown venne eletta al Senato di stato della Florida, di cui fu anche presidente pro-tempore nel 2000.
Nel 2002 la Brown-Waite si candidò alla Camera dei Rappresentanti, sfidando la deputata democratica in carica Karen Thurman. Il distretto congressuale rappresentato dalla Thurman era stato ridefinito per renderlo più vicino al Partito Repubblicano, ma ciononostante la Thurman si ricandidò ugualmente. La competizione si rivelò molto combattuta e alla fine la Brown-Waite prevalse di poco sulla Thurman, conquistando il seggio.
Negli anni a venire fu sempre rieletta con discreto margine. Nel 2010 tuttavia annunciò il suo ritiro adducendo come spiegazione dei problemi di salute, specialmente con il pancreas e diede il suo sostegno a Rich Nugent, che venne poi eletto per succederle.
La Brown-Waite è sempre stata una repubblicana conservatrice: sostenitrice del secondo emendamento, contraria ai diritti dei gay e favorevole alla pena di morte. Qualche volta tuttavia, ha espresso pareri differenti rispetto a quelli del suo partito; ad esempio fu una dei cinque repubblicani a votare contro una legge che permetteva ai genitori di Terri Schiavo di fare ricorso alla corte federale per mantenere in vita la donna.
Ginny Brown-Waite si è sempre battuta per la salvaguardia delle famiglie, per la tutela dei pensionati e per la condanna dei reati di natura sessuale.
Sposata con Harvey Waite fino alla morte dell'uomo nel 2008, la Brown ebbe da lui tre figlie.